# رودلی
رودلی (Rodley) خودرویی است که در سال‌های ۱۹۵۴ تا ۱۹۵۶تولید شده‌است.
موتور آن ۷۵۰ سی‌سی سیستم جعبه‌دندهٔ آن ۳ دنده به صورت دستی است.